# 6-та дивізія НГ (Україна)
6-та Східна дивізія (6 дНГУ, в/ч 2280) — формування Національної гвардії України, що існувало у 1990-х роках.
Дивізія була створена у 1992 році з 48-ї мотострілецької дивізії Радянської армії.
У 2000 році дивізія була передана до складу Збройних сил України і переформована на 92-гу окрему механізовану бригаду.

## Історія
Після розпаду СРСР у 1992 році 48-ма мотострілецька Ропшинська ордену Жовтневої  Революції тричі Червонопрапорна дивізія імені М. І. Калініна Радянської армії перейшла під юрисдикцію України.
Відповідно до указу Президента України від 17 березня 1992 р. «Про заходи щодо охорони державного кордону України з Республікою Молдова», Міністерство оборони України видає директиву № 115/1/050 від 17.03.92, якою 48-ма мотострілецька дивізія була передана до складу Національної гвардії України. Підрозділи дивізії були направлені на виконання службово-бойових завдань у районі особливого режиму на території Одеської області на кордоні з т. з. Придністровською Молдавською Республікою.
Наказом КНГУ від 30 червня 1992 р. (за іншими даними — відповідно до наказу Командувача НГУ № 026 від 25.08.92) 48-ма мотострілецька дивізія була перетворена у 6-ту дивізію Національної гвардії України (в/ч 2280). На базі 265-го гвардійського мотострілецького полку дивізії був сформований 17-й полк НГУ (в/ч 4117), а на базі 31-го окремого розвідувального батальйону дивізії — окремий батальйон спеціального призначення 6-ї дивізії НГУ. Із залишків 1335-го мотострілецького полку і навчального батальйону дивізії був сформований навчальний батальйон 6-ї дивізії НГУ.
Крім того, у складі дивізії були сформовані:
- управління начальника робіт УНР-1 (в/ч 1941), наказом КНГУ від 12 квітня 1996 р. воно було передислоковане у м. Київ і перейменоване у командно-експлуатаційну частину НГУ;
- окремий батальйон спеціальних робіт (в/ч 2224), на базі 118-го інженерно-саперного батальйону;
- вузол зв'язку (в/ч 2244), на базі 813-го батальйону зв'язку; наказом КНГУ від 31 березня 1998 р. він був переформований у 6-й окремий батальйон зв'язку НГУ (в/ч 2285);
- окремий ремонтно-відновлювальний батальйон (в/ч 2254), на базі 308-го ремонтно-відновлювального батальйону;
- окремий батальйон матеріального забезпечення (в/ч 2271), на базі 909-го батальйону матеріального забезпечення;
- окремий медичний батальйон (в/ч 2272), на базі 34-го медичного батальйону; наказом КНГУ від 5 квітня 1994 р. він був перетворений у 1-й окремий медичний загін НГУ, наказом КНГУ від 15 квітня 1999 р. став лікувально-профілактичним центром НГУ, а наказом КНГУ від 3 червня 1999 р. він був перейменований у 2-й військовий госпіталь НГУ;
- окремий батальйон хімічного захисту (в/ч 2273), на базі 88-го батальйону хімічного захисту.

Наказом КНГУ від 31 грудня 1993 р. батальйони спеціальних робіт, ремонтно-відновлювальний, матеріального забезпечення і хімічного захисту були об'єднані у 22-й полк НГУ (в/ч 2271).
У 1994 р. на базі колишнього Харківського вищого військового училища тилу і транспорту Внутрішніх військ МВС СРСР був створений Харківський військовий інститут НГУ, що включав школу прапорщиків і курси молодших лейтенантів.
Наказом КНГУ від 5 грудня 1995 р. командуванню 6-ї дивізії НГУ був підпорядкований 3-й полк НГУ (в/ч 4103) у м. Харкові, що залишився після розформування 2-ї дивізії НГУ. 
Наказом КНГУ від 17 січня 1996 р. окремий батальйон спеціального призначення 6-ї дивізії НГУ був розгорнутий у 18-й полк спеціального призначення НГУ (в/ч 2234), а навчальний батальйон 6-ї дивізії НГУ — у 19-й навчальний полк НГУ (в/ч 2262).
У 1996 р. у складі 6-ї дивізії НГУ з'являється окрема розвідувально-десантна рота (в/ч 2280 «Д»), у 1998 р. перейменована у окремий розвідувальний підрозділ спеціального призначення, а у 1999 р. — підрозділ спеціального призначення і антитеррору.
Також у складі дивізії формується окремий танковий батальйон, втім, він так і не закінчив свого формування. Відомо, що у 1998 р. на базі батальйону проходили випробування основного бойового танку українського виробництва Т-84 «Оплот».
У «зоні відповідальності» дивізії знаходилась База зберігання озброєння НГУ (в/ч 2276) у м. Охтирка Сумської обл., що розміщувалась на території колишнього полку 43-ї ракетної Смоленської дивізії Ракетних військ стратегічного призначення.
Наказом КНГУ від 28 квітня 1998 р. 22-й полк НГУ був переформований у окремий інженерно-саперний батальйон 6-ї дивізії НГУ.
Наказом КНГУ від 24 грудня 1998 р. 17-й полк НГУ був перейменований у 17-ту бригаду спеціального призначення НГУ, 18-й полк спеціального призначення — у 18-ту бригаду спеціального призначення НГУ, 19-й навчальний полк НГУ — у 19-ту бригаду спеціального призначення НГУ, 3-й полк НГУ — у 3-тю бригаду спеціального призначення НГУ.
У складі 3-ї бригади спеціального призначення НГУ існував підрозділ розвідки спеціального призначення, з 1999 р. — підрозділ спеціального призначення і антитеррору.
У 1999 р. Харківський військовий інститут НГУ був переданий до складу Внутрішніх військ МВС України і перетворений у Національну академію Внутрішніх військ МВС України.
Указом Президента України від 17 грудня 1999 р. 3-тя бригада НГУ була передана до складу Внутрішніх військ МВС України і пізніше у 2000 р. розформована, а підрозділи 6-ї дивізії НГУ були передані до складу Збройних сил України, і перетворені у 92-гу окрему механізовану Ропшинську ордену Жовтневої Революції тричі ордену Червоного Прапора бригаду (в/ч А-2280).

## Структура
- 3-й полк (в/ч 4103, м. Харків) — сформовано у 1995 р. на базі 4-го полку (в/ч 4104) 2 дНГУ; 24.12.1998 р. наказом КНГУ № 365 перейменовано у 3 брНГУ; у 1999 р. передано до складу ВВ МВС України і та розформовано;
- 17-й полк (в/ч 4117, м. Чугуїв) — сформовано у 1992 р. на базі 265 гв. мсп 48 МСД; 24.12.1998 р. наказом КНГУ № 365 перейменовано у 17 брНГУ; у 1999 р. передано Збройних сил України і розформовано;
- 18-й полк спеціального призначення (в/ч 2234, м. Чугуїв) — сформовано у 1992 р. на базі 31 орб 48 МСД; 24.12.1998 р. наказом КНГУ № 365 перейменовано у 18 брСпП НГУ; у 1999 р. передано Збройних сил України і розформовано;
- 19-й полк (в/ч 2262, м. Чугуїв) — сформовано 30.06.1992 р. на базі 1335 мсп і навчального батальйону 48 МСД як навчальний батальйон 6 дНГУ; 17.01.1996 р. переформовано у 19 навчальний пНГУ; 24.12.1998 р. наказом КНГУ № 365 перейменовано у 19 брСпП НГУ; у 1999 р. передано Збройних сил України і розформовано;
- 22-й полк (в/ч 2271, м. Чугуїв) — сформовано у 1992 р. на базі 118 оісб 48 МСД; 24.12.1998 р. наказом КНГУ № 365 перейменовано у 22 брНГУ; у 1999 р. передано Збройних сил України і розформовано;
- База зберігання військової техніки (в/ч 2276, м. Охтирка) — сформовано на базі ракетного полку 43-ї Смоленської ракетної дивізії РВСП;
- Окрема розвідувальна рота (в/ч 2280 «Д», м. Чугуїв) — сформовано у 1995 р.;
- (в/ч 2285, м. Чугуїв).

## Командування
- Мірошниченко Генадій Миколайович
- Марченко Григорій Борисович
- Фролов Володимир Васильович
- гвардії полковник Соймін Валерій Іванович

## Матеріали
- Спецназ НГУ - Структура НГУ | Спецназ НГУ. archive.ec. 11 жовтня 2011. Архів оригіналу за 24 квітня 2017. Процитовано 4 листопада 2016.